# Бурдяковский сельский совет
Бурдяковский сельский совет (укр. Бурдяківська сільська рада) — упразднённая административная единица в составе
Борщёвского района
Тернопольской области
Украины.
Административный центр сельского совета находился в 
с. Бурдяковцы.

## Населённые пункты совета
- с. Бурдяковцы
- с. Дубовка
- с. Збриж